# Ecologisme radical
L'ecologime radical, és una branca del més ampli moviment ecologista que ha sorgit d'una frustració del ecocentrisme. En determinats casos, però no en tots ha estat l'argument ideològic del ecoterrrorisme.

## Filosofia
El moviment ecologista radical aspira al que l'estudiós Christopher Manes anomena "una nova forma d'activisme ecologista: iconoclàstic, inconformista. descontent amb la política tradicional de conservacionisme i a la vegada il·legal. Pressuposa que s'han de reconsiderar les idees occidentals sobre la religió i la filosofia incloent el capitalisme i el patriarcat i la globalització.
Aquest moviment queda tipicat per organitzacions com Earth First!, partidària de l'acció directa en defensa de la Mare Terra incloent la desobediència civil entre d'altres. Inclou els anarcoprimitivistes, l'alliberament animal, l'anarquisme verd, ecofeministes neopagans entre d'altres.